# One Thing Right
One Thing Right is een nummer van de Amerikaanse dj Marshmello uit 2019, in samenwerking met de Amerikaanse zanger Kane Brown.
Volgens Brown is het nummer het tegenovergestelde van Marshmello's eerdere hit Happier. "One Thing Right" gaat over een man die liegt, steelt en zichzelf voortdurend in de problemen brengt. Het enige wat hij niet verwaarloost, is de liefde die hij gevonden heeft. Het nummer werd in bescheiden hitje in Amerika, met een 36e positie in de Amerikaanse Billboard Hot 100. In Europa werd het nummer een bescheiden succesje. In Nederland bereikte het nummer de 8e positie in de Tipparade, en in Vlaanderen de 21e positie in de Tipparade.